# Arctolamia fasciata
Arctolamia fasciata är en skalbaggsart som beskrevs av Raffaello Gestro 1890. Arctolamia fasciata ingår i släktet Arctolamia och familjen långhorningar.
Artens utbredningsområde är Burma. Inga underarter finns listade.